# Maksymilian Kowalewski (lotnik)
Maksymilian Kowalewski (ur. 17 czerwca 1898 w Chełmnie, zm. 9 czerwca 1966 w Bydgoszczy) – major obserwator Wojska Polskiego. Żołnierz armii cesarstwa niemieckiego, powstaniec wielkopolski, uczestnik wojny polsko-bolszewickiej i II wojny światowej, kawaler Orderu Virtuti Militari.

## Życiorys
Syn Ottona i Teofili. Po ukończeniu gimnazjum w Chełmnie 23 sierpnia 1914 roku został powołany do odbycia służby w armii cesarstwa niemieckiego. Początkowo otrzymał przydział do piechoty i służył w 2 batalionie strzelców pomorskich. 13 grudnia 1916 roku został skierowany do szkoły strzelców lotniczych w Grossenber, a następnie we Freiburgu. Szkolenie zakończył w lutym 1917 roku i otrzymał przydział do 1 oddziału lotniczego bombardowania Luftstreitkräfte w Belgii. 3 kwietnia 1917 roku został skierowany do 18 eskadry ochronnej (Schutzstaffel) stacjonującej na lotnisku Alincourt, która w późniejszym czasie została przemianowana na 18 eskadrę szturmową (Schlachtstaffel). W sierpniu 1918 roku otrzymał przydział do 226 eskadry rozpoznawczej (Flieger-Abteilung). Latał na samolocie Halberstadt CL.II, wykonywał zadania polegające na osłonie własnych samolotów rozpoznawczych i zwalczaniu samolotów rozpoznawczych przeciwnika.
Po zakończeniu służby w armii cesarskiej zgłosił się do służby w szeregach armii wielkopolskiej. Jako wyszkolony lotnik otrzymał przydział do nowo powstającej 1 eskadry wielkopolskiej (1 ew), która w ramach Frontu Wielkopolskiego działając z lotniska Wojnowice prowadziła rozpoznanie linii demarkacyjnej między Wielkopolską a Niemcami.
10 września 1919 roku, w składzie Frontu Litewsko-Białoruskiego, wziął udział w wojnie polsko-bolszewickiej. Pod koniec października 1919 roku przeprowadził pierwszy bojowy lot nocny 1 wielkopolskiej eskadry wywiadowczej, podczas którego rozpoznał miejsca postoju oddziałów nieprzyjaciela i zbombardował dworzec kolejowy w Rohaczewie. 2 stycznia 1920 roku, z powodu choroby ppor. Wiktora Pniewskiego, objął dowodzenie 1 ew. Eskadra pod jego dowództwem została przemianowana na 12 eskadrę wywiadowczą. 3 marca przekazał dowództwo eskadry kpt. pil. Władysławowi Jurgensonowi. W czerwcu, po zestrzeleniu kapitana Jurgensona, ponownie objął dowództwo eskadry. Sprawował je do zakończenia działań bojowych. Dzięki jego postawie eskadra zachowała pełną gotowość bojową zarówno w czasie walk odwrotowych, bitwy warszawskiej, bitwy nad Niemnem oraz późniejszych walk. Dzięki zastosowanemu podziałowi eskadry na trzy autonomiczne klucze, wspierana 14 Dywizja Piechoty dysponowała lotnictwem na wszystkich kierunkach swych działań. Stanowisko dowódcy eskadry zdał w lutym 1921 roku, a jego następcą został por. pil. Władysław Chramiec.
Następnie został mianowany oficerem taktycznym VII dywizjonu lotniczego. Pod koniec sierpnia 1921 roku objął stanowisko komendanta oddziału portu lotniczego 3 pułku lotniczego w Poznaniu. W październiku 1924 roku został mianowany dowódcą II dywizjonu lotniczego 3 pułku lotniczego. Podczas pełnienia tej funkcji przeżył katastrofę lotniczą 9 sierpnia 1927 roku pod Łodzią. W kwietniu 1929 roku został przeniesiony na stanowisko zastępcy dowódcy 4 pułku lotniczego w Toruniu. Z powodu pogarszającego się stanu zdrowia został w 1932 roku przeniesiony w stan spoczynku. W sierpniu 1939 roku został zmobilizowany i otrzymał przydział do 1 batalionu balonowego. Podczas kampanii wrześniowej dostał się 20 września 1939 roku do niewoli niemieckiej i przebywał w oflagach VIIB Eichstätt i VIIA Murnau. Został uwolniony przez wojska amerykańskie i w 1946 roku powrócił do Polski.
Pracował w Bydgoszczy w różnych miejscowych zakładach pracy niezwiązanych z lotnictwem. W 1959 roku przeszedł na emeryturę. Zmarł w Bydgoszczy 9 czerwca 1966 roku.

## Odznaczenia i odznaki
Za swą służbę otrzymał odznaczenia:
- Krzyż Srebrny Orderu Wojskowego Virtuti Militari nr 1978 – 8 kwietnia 1921[16][17],
- Krzyż Walecznych,
- Polowa Odznaka Obserwatora nr 9.